# Международный аэропорт имени Федерико Феллини
Международный аэропорт Федерико Феллини (итал. Aeroporto internazionale Federico Fellini, (ИАТА: RMI, ИКАО: LIPR)) — международный аэропорт Римини (Италия), расположенный в Мирамаре (8 километров от центра Римини), служащий также аэропортом для Сан-Марино (16 км от города Сан-Марино). Аэропорт построен в 1938 году.
Ныне существующее здание аэропорта построено в 1977 году. В 1993 году аэропорту присвоено имя режиссёра Федерико Феллини, уроженца Римини. 
В 2010-х аэропорт находился на грани закрытия из-за перманентной угрозы банкротства. Оператором аэропорта с 2014 года является компания AirRiminum, получившая по итогам тендера право управления аэропортом на 30 лет.
По состоянию на 2015 год в аэропорт летают самолёты 13 авиакомпаний из 26 европейских городов, преимущественно в высокий сезон. В низкий сезон выполняются рейсы в Россию, Албанию, Израиль, а также внутренние рейсы. 
Расчётная пропускная способность аэропорта — 1 млн пассажиров в год.
На случай неприёма самолёта по метеоусловиям ближайшие аэропорты находятся в Анконе (100 км) и Болонье (115 км).

## Инфраструктура
Имеет асфальтовую взлётную полосу длиной 2996 м.
Располагает сервисами: информационным пунктом, кассами, барами, ресторанами, магазинами (включая duty free), отделениями банков и банкоматами, пунктами обмена валют, конторами по аренде автомобилей, автостоянкой на 300 мест.

## Сообщения
- Air Alps (Рим)
- Air Dolomiti (Мюнхен, Вена) [сезонные рейсы]
- Luxair (Люксембург) [сезонные рейсы]
- MyAir (Амстердам, Бухарест, Париж (Руасси)) [сезонные рейсы]
- Ryanair (Бристоль, Ист-Мидлендс [сезонные рейсы], Франкфурт, Лондон, Стокгольм)
- TUIfly (Кёльн/Бонн, Ганновер, Мюнхен, Штутгарт) [сезонные рейсы]
- S7 (Москва (Домодедово) [сезонные рейсы])
- Ural Airlines (Москва (Домодедово) [сезонные рейсы])
- Якутия (Краснодар)